# Lee Young-yoo
Đây là một tên người Triều Tiên, họ là Lee.
Lee Young-yoo (sinh ngày 10 tháng 7 năm 1998) là một nữ ca sĩ và diễn viên người Hàn Quốc. Cô bắt đầu sự nghiệp diễn xuất của cô như một nữ diễn viên trẻ vào năm 2003, và trong số những bộ phim truyền hình đáng chú ý của cô là Bad Housewife (2005), Bad Family (2006) và Nữ hoàng lớp học (2013). Cô cũng là một trong những ca sĩ của K - pop tất cả các nhóm nhạc nữ trẻ em của 7 công chúa 2004-2005;cô rời nhóm và phát hành một single như một nghệ sĩ solo vào năm 2008.

## Sự nghiệp diễn xuất

### Phim truyền hình
| Năm  | Tên phim                                          | Vai diễn                     | Kênh phát sóng |
| ---- | ------------------------------------------------- | ---------------------------- | -------------- |
| 2003 | Open Drama Man and Woman "Let's Leave This World" | Na-hyun                      | SBS            |
| 2004 | Sunlight Pours Down                               | Oh Ye-kang                   | SBS            |
| 2004 | MBC Best Theater "Little Angels"                  | Na-ri                        | MBC            |
| 2004 | Tropical Nights in December                       | Min Ji-won                   | MBC            |
| 2005 | Bad Housewife                                     | Goo Song-yi                  | SBS            |
| 2005 | Can Love Be Refilled?                             | Choi Ye-na                   | KBS2           |
| 2006 | Bad Family[6]                                     | Baek Na-rim                  | SBS            |
| 2007 | MBC Best Theater "Romance Papa"                   | Han-kyul                     | MBC            |
| 2008 | Returned Earthen Bowl                             | Park Ye-rin                  | KBS2           |
| 2008 | Night After Night                                 | young Heo Cho-hee            | MBC            |
| 2009 | Ja Myung Go                                       | young Princess Ja-myung/Puku | SBS            |
| 2009 | Swallow the Sun                                   | young Lee Soo-hyun           | SBS            |
| 2009 | Winter Sonata Anime[7]                            | Jeong Hee-jin (voice)        | SKY PerfecTV!  |
| 2010 | More Charming by the Day                          | Han Yoo-na                   | MBC            |
| 2013 | The Queen's Classroom                             | Go Na-ri                     | MBC            |
| 2013 | Drama Special "Chagall's Birthday"[8]             | Yoo-jung                     | KBS2           |

### Phim điện ảnh
| Năm  | Tên phim | Vai diễn    |
| ---- | -------- | ----------- |
| 2007 | Herb     | Young-ran   |
| 2014 | Manhole  | Kim Song-yi |

### Chương trình truyền hình
| Năm  | Tên chương trình                           | Kênh phát sóng | Ghi chú |
| ---- | ------------------------------------------ | -------------- | ------- |
| 2005 | 23rd MBC Children's Creative Song Festival | MBC            | Host    |
| 2007 | Ppo Ppo Ppo (Kiss Kiss Kiss)               | MBC            | Host    |
| 2008 | Infinite Challenge - Children's Song       | MBC            | Judge   |

### Video âm nhạc
| Năm  | Tựa đề       | Nghệ sĩ |
| ---- | ------------ | ------- |
| 2013 | "Green Rain" | SHINee  |

## Album âm nhạc
| Album information                                                                | Tracklisting        |
| -------------------------------------------------------------------------------- | ------------------- |
| Lovely - Single - Released: ngày 5 tháng 12 năm 2008 - Label: LOEN Entertainment | Tracklisting [show] |

## Đoạt giải
| Năm  | Giải thưởng         | Nội dung               | Tác phẩm              | Kết quả |
| ---- | ------------------- | ---------------------- | --------------------- | ------- |
| 2005 | SBS Drama Awards    | Best Young Actress     | Bad Housewife         | Won     |
| 2013 | MBC Drama Awards[9] | Best Young Actress[10] | The Queen's Classroom | Won     |

## Vinh danh
- Giải thưởng Phim truyền hình SBS - 2005
- Giải thưởng Phim truyền hình MBC - 2013